# Кубок трёх наций 2004
Кубок трёх наций 2004 — 9-й розыгрыш Кубка трёх наций, ежегодного турнира по регби-15, в котором участвуют сильнейшие команды Южного полушария: Австралия, Новая Зеландия и ЮАР. Проходил с 17 июля по 21 августа 2004 года. Победителями во второй раз стали южноафриканцы.

## Регламент
Команды проводят по две игры (одну дома, другую в гостях) с каждым из соперников. Побеждает команда, набравшая большее количество очков. Помимо очков за победу и ничью, можно, при выполнении определённых условиях, заработать бонусные очки:
- 4 очка за победу
- 2 очка за ничью
- 0 очков за поражение
- 1 очко за четыре или более занесённые командой попытки в матче, вне зависимости от конечного результата игры (бонус в атаке)
- 1 очко за проигрыш в матче с разницей в семь или менее очков (бонус в защите)

## Результаты

### Итоговое положение команд
| Место | Команда        | Игры | Игры | Игры | Игры | Игровые очки | Игровые очки | Игровые очки | Бонусные очки | Всего очков |
| Место | Команда        | И    | В    | Н    | П    | +            | −            | ±            | Бонусные очки | Всего очков |
| ----- | -------------- | ---- | ---- | ---- | ---- | ------------ | ------------ | ------------ | ------------- | ----------- |
| 1     | ЮАР            | 4    | 2    | 0    | 2    | 110          | 98           | +12          | 3             | 11          |
| 2     | Австралия      | 4    | 2    | 0    | 2    | 79           | 83           | -4           | 2             | 10          |
| 3     | Новая Зеландия | 4    | 2    | 0    | 2    | 83           | 91           | -8           | 1             | 9           |

### Матчи

#### Первый матч
| 17 июля 2004   | \| Новая Зеландия \| 16—7 \| Австралия \| | Вестпак Стэйдиум Судья: Алэн Роллан |
| Отчёт          |                                           |                                     |
| Новая Зеландия | 16—7                                      | Австралия                           |

#### Второй матч
| 24 июля 2004   | \| Новая Зеландия \| 23—21 \| ЮАР \| | Джейд Стэйдиум, Крайстчерч Судья: Эндрю Коул |
| Отчёт          |                                      |                                              |
| Новая Зеландия | 23—21                                | ЮАР                                          |

#### Третий матч
| 31 июля 2004 | \| Австралия \| 30—26 \| ЮАР \| | Телстра Стэйдиум, Сидней Судья: Крис Уайт |
| Отчёт        |                                 |                                           |
| Австралия    | 30—26                           | ЮАР                                       |

#### Четвёртый матч
| 7 августа 2004 | \| Австралия \| 23—18 \| Новая Зеландия \| | Субиако Овал, Перт Судья: Джонатан Кэплан |
| Отчёт          |                                            |                                           |
| Австралия      | 23—18                                      | Новая Зеландия                            |

#### Пятый матч
| Кока-Кола Парк, Йоханнесбург 14 августа 2004 | \| ЮАР \| 40—26 \| Новая Зеландия \| | Судья: Найджел Оуэнс (заменён на Дональда Куртни) |
| Отчёт                                        |                                      |                                                   |
| ЮАР                                          | 40—26                                | Новая Зеландия                                    |

#### Шестой матч
| 21 августа 2004 | \| ЮАР \| 23—19 \| Австралия \| | АБСА Стэйдиум, Дурбан Судья: Пэдди О'Брайан |
| Отчёт           |                                 |                                             |
| ЮАР             | 23—19                           | Австралия                                   |

| Обладатель кубка трёх наций 2004 |
| -------------------------------- |
| ЮАР Второй титул                 |